# Lambda Crateris
Lambda Crateris ( λ Crateris, förkortat Lambda Crt,  λ Crt)  som är stjärnans Bayerbeteckning, är en misstänkt dubbelstjärna belägen i den mellersta delen av stjärnbilden Bägaren. Den har en skenbar magnitud på 5,02 och är svagt synlig för blotta ögat där ljusföroreningar ej förekommer. Baserat på parallaxmätning inom Hipparcosuppdraget på ca 23,3 mas, beräknas den befinna sig på ett avstånd på ca 140 ljusår (ca 43 parsek) från solen.

## Egenskaper
Primärstjärnan Lambda Crateris A är en gul till vit jättestjärna av spektralklass F5/6 III. Den har en massa som är ca 1,8 gånger större än solens massa, en radie som är ca 2,8 gånger större än solens och utsänder från dess fotosfär ca 14 gånger mera energi än solen vid en effektiv temperatur på ca 6 580 K.
Lambda Crateris är sannolikt en astrometrisk dubbelstjärna, med en följeslagare som först rapporterades av Abt och Levy (1976). Morbey och Griffin (1987) kastade emellertid senare tvivel över giltigheten av dessa resultat, vilket tyder på att ytterligare observationer behövs för att bekräfta stjärnans status.